# Elecciones estatales de Quintana Roo de 2005
Las elecciones estatales de Quintana Roo de 2005 se llevaron a cabo el domingo 6 de febrero de 2005, y en ellas se renovaron los siguientes cargos de elección popular:
- Gobernador de Quintana Roo. Titular del Poder Ejecutivo del estado, electo para un periodo de seis años no reelegibles en ningún caso, el candidato electo fue Félix González Canto.
- 8 ayuntamientos. Compuestos por un Presidente Municipal, un síndico y regidores, electos para un periodo de tres años no reelegibles para el periodo inmediato.
- 25 diputados del Congreso del Estado. 15 electos por mayoría relativa en cada uno de los Distrito Electorales Locales y 10 por el principio de representación proporcional.

## Resultados electorales

### Gobernador
|  | 22.28 % |

|  | 40.58 % |

|  | 34.17 % |

|  | 2.97 % |

|  | 100.00 % |

### Municipios

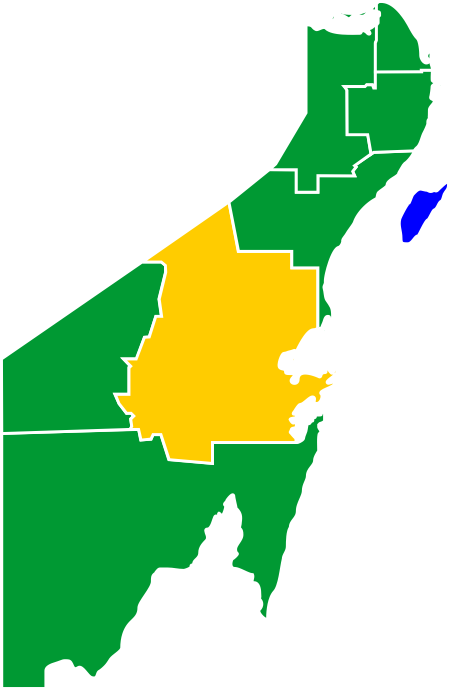
Distribución de los ayuntamientos por partido político

|                                                      | Todos Somos Quintana Roo (PAN, Convergencia) | 1 |
|                                                      | Somos la Verdadera Oposición (PRD, PT)       | 1 |
|                                                      | Quintana Roo es Primero (PRI, PVEM)          | 6 |
| Fuente: Instituto Estatal Electoral de Quintana Roo. |                                              |   |

#### Ayuntamiento de Benito Juárez (Cancún)
| Partido/Alianza                                      | Partido/Alianza                              | Candidato | Candidato                    | Votos   | Porcentaje |
| ---------------------------------------------------- | -------------------------------------------- | --------- | ---------------------------- | ------- | ---------- |
|                                                      | Todos Somos Quintana Roo (PAN, Convergencia) |           |                              | 24,997  |            |
|                                                      | Quintana Roo es Primero (PRI, PVEM)          |           | Francisco Alor Quezada Hecho | 61,878  |            |
|                                                      | Somos la Verdadera Oposición (PRD, PT)       |           | Alejandro Ramos Hernández    | 59,658  |            |
|                                                      | Nulos                                        | Nulos     | Nulos                        | 4,529   |            |
| Total                                                | Total                                        | Total     | Total                        | 151,060 | 100.00     |
| Fuente: Instituto Estatal Electoral de Quintana Roo. |                                              |           |                              |         |            |

#### Ayuntamiento de Othón P. Blanco (Chetumal)
| Partido/Alianza                                      | Partido/Alianza                              | Candidato | Candidato                  | Votos  | Porcentaje |
| ---------------------------------------------------- | -------------------------------------------- | --------- | -------------------------- | ------ | ---------- |
|                                                      | Todos Somos Quintana Roo (PAN, Convergencia) |           |                            | 28,916 |            |
|                                                      | Quintana Roo es Primero (PRI, PVEM)          |           | Cora Amalia Castilla Hecho | 36,720 |            |
|                                                      | Somos la Verdadera Oposición (PRD, PT)       |           |                            | 12,906 |            |
|                                                      | Nulos                                        | Nulos     | Nulos                      | 3,294  |            |
| Total                                                | Total                                        | Total     | Total                      | 81,836 | 100.00     |
| Fuente: Instituto Estatal Electoral de Quintana Roo. |                                              |           |                            |        |            |

#### Ayuntamiento de Cozumel
- Gustavo Ortega Joaquin  Hecho

#### Ayuntamiento de Solidaridad
- Carlos Joaquín González  Hecho

### Diputados
|                                                      | Todos Somos Quintana Roo (PAN, Convergencia) | 4 |
|                                                      | Somos la Verdadera Oposición (PRD, PT)       | 4 |
|                                                      | Quintana Roo es Primero (PRI, PVEM)          | 7 |
| Fuente: Instituto Estatal Electoral de Quintana Roo. |                                              |   |